# コルトレイク条約

コルトレイク条約で定められた、フランス復古王政とネーデルラント連合王国の国境。

コルトレイク条約（コルトレイクじょうやく、フランス語: Traité de Courtrai、オランダ語: Verdrag van Kortrijk）は、1820年3月28日にコルトレイクにおいてフランス復古王政とネーデルラント連合王国の間で締結された条約である。
条約により二国間の国境線が定められた。1830年にベルギー王国が独立した後、この国境線はそのままベルギーとフランスの国境線になり、以降細かい変更を経て現代に至る。
条約に先立ち、1819年にフランス・ネーデルラント国境で境界石が設置された。コルトレイク条約では境界に関する議論が必要な場合はフランスとベルギーの代表で構成される委員会が討議すると定められたが、この委員会の会議は1930年以降開催されていない。
2021年5月にはベルギー領エルクリンヌで境界石が農家に動かされるという事件が起こった。境界石は7フィート（2.2メートル）ほどフランス領側に動かされ、農家の土地だけでなくベルギー領も拡大し不注意にも条約に違反してしまったが、近隣のフランス側の村とベルギー側の村のそれぞれの村長は、この「領土拡大」を気さくに受け止めており、農家には境界石を元の位置に戻すように要請する公式文書が発せられた。要請に応じなければ、1930年以来のフランス・ベルギー国境画定委員会の開催、あるいは刑事訴追もあり得るとされるが、エルクリンヌの村長は取材に対し「快く応じてくれれば、何の問題もない。みんな和やかに問題を解決できるはずだ」と述べた。